# Bourgneuf (Savoie)
Pour les articles homonymes, voir Bourgneuf.
Bourgneuf est une commune française située dans le département de la Savoie, en région Auvergne-Rhône-Alpes.

## Géographie

### Situation

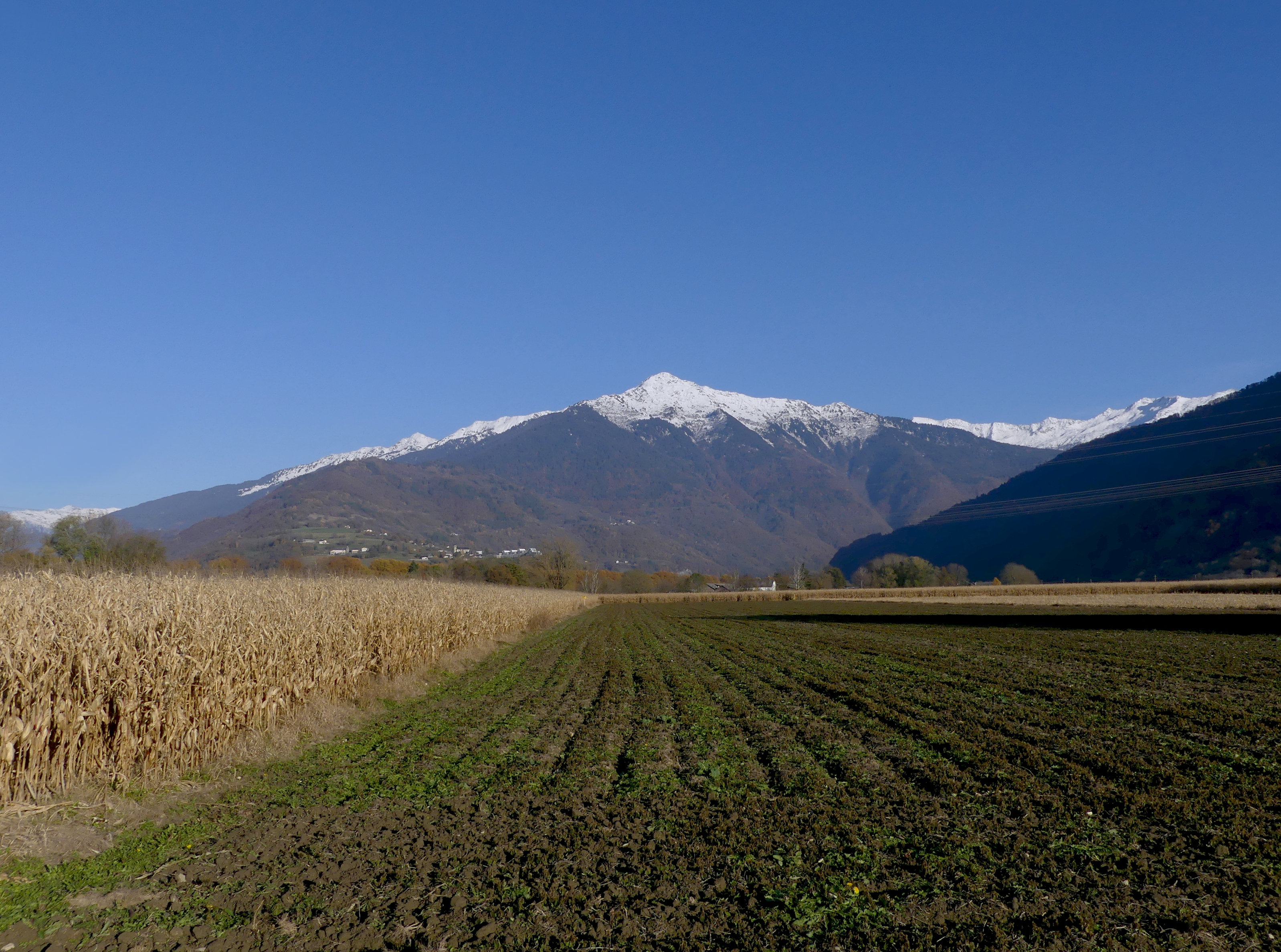
Bourgneuf et vallée de la Maurienne.

Bourgneuf est une commue de Savoie située dans la combe de Savoie aux portes de la vallée de la Maurienne traversée par l'Arc.
Il s'agit d'une commune de plaine d'une superficie de 6,48 km2 dont l'altitude varie de 286 m au niveau du chef-lieu, à 656 m dans la forêt surplombant La Grande-Croix-d'Aiguebelle à l'est. Le chef-lieu est situé à l'extrémité ouest de la commune, contre la rive du Gelon marquant la limite avec la commune voisine de Chamousset.
L'Arc constitue l'unique cours d'eau principal traversant Bourgneuf d'est en ouest par l'Arc, à peu de distance de sa confluence avec l'Isère. Toutefois la commune comprend deux plans d'eau : Barouchat et Les Blâches.

### Voies de communication et transports
La commune de Bourgneuf est traversée d'ouest en est par la Route départementale 1006, ancienne Route nationale 6, reliant Lyon à l'Italie mais ne traversant pas le chef-lieu. Celui-ci est traversé par la Route départementale 925 permettant de relier La Rochette au sud et Albertville au nord.
L'autoroute A43 reliant pareillement Lyon à l'Italie par la Maurienne traverse ou longe la limite nord de la commune et l'échangeur n° 24 « Aiton » est situé sur les deux communes d'Aiton et Bourgneuf. Le chef-lieu est situé à 4 km de cet échangeur.
En matière ferroviaire, Bourgneuf est également traversé d'ouest en est par la ligne de Culoz à Modane (frontière) reliant Chambéry à Modane puis l'Italie par le tunnel ferroviaire du Fréjus. Les gares ferroviaires les plus proches sont les gares de Chamousset au nord-ouest (située à environ 1 km du chef-lieu) et d'Aiguebelle au sud-est.
Bourgneuf comprend par ailleurs la plateforme ferroviaire de ferroutage de l'autoroute ferroviaire alpine où les remorques des poids-lourds sont installées sur des trains pour traverser les Alpes jusqu'à l'Italie (en Italie, la plateforme est située à Orbassano).

### Communes limitrophes

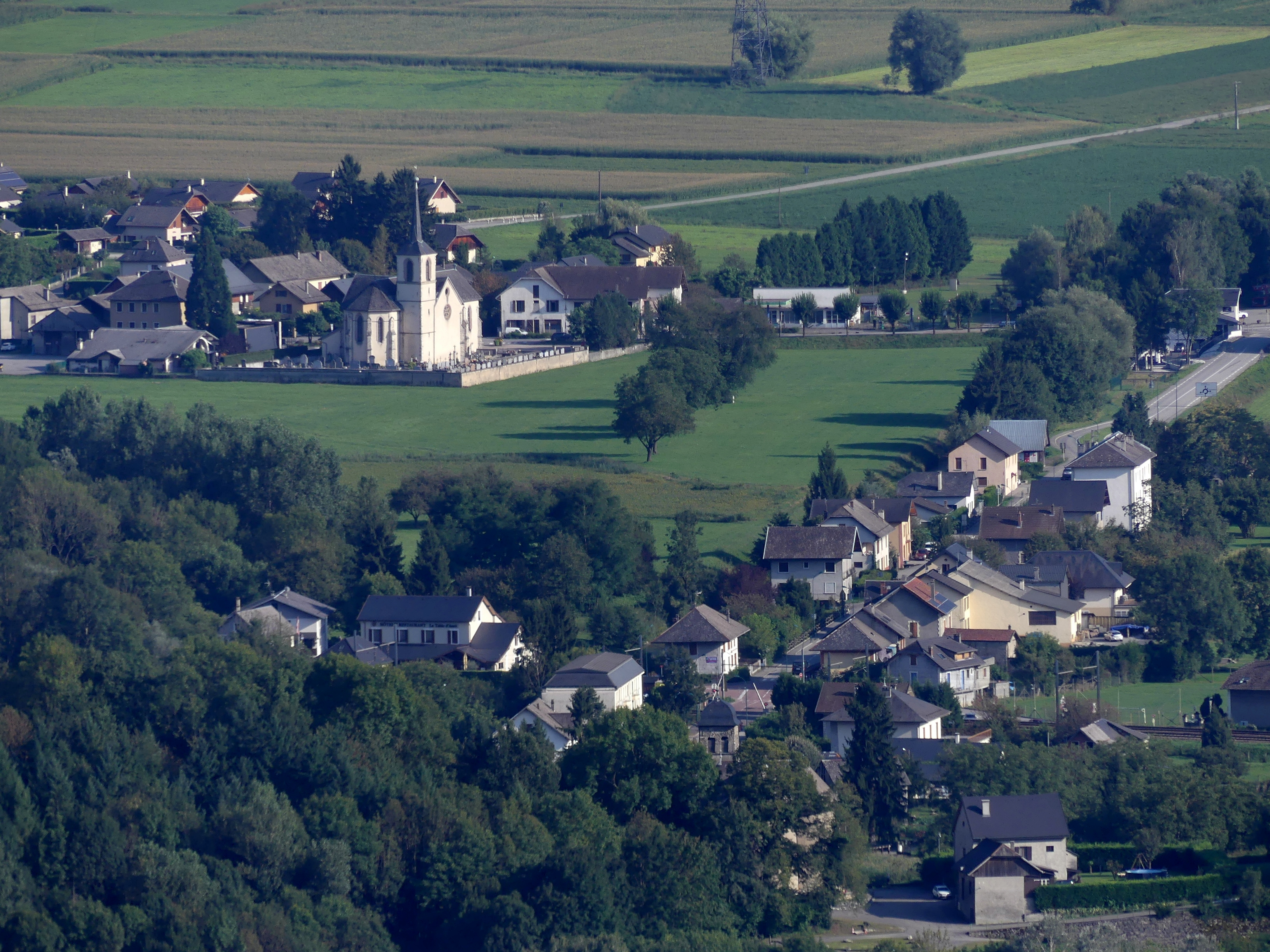
Chef-lieu de Bourgneuf (en haut) proche de celui de Chamousset.

Bourgneuf est limitrophe de 7 communes : Chamousset et Aiton au nord, Bonvillaret, Val-d'Arc (anciennement Aiguebelle) et Montgilbert à l'est, Chamoux-sur-Gelon au sud et Châteauneuf à l'ouest. Le chef-lieu de Bourgneuf est par ailleurs proche de celui de Chamousset, distants entre eux de moins d'un kilomètre.
| Chamousset        | Aiton             | Bonvillaret |
| Châteauneuf       | Bourgneuf         | Val-d'Arc   |
| Chamoux-sur-Gelon | Chamoux-sur-Gelon | Montgilbert |

### Climat
Pour des articles plus généraux, voir Climat d'Auvergne-Rhône-Alpes et Climat de la Savoie.
En 2010, le climat de la commune est de type climat des marges montargnardes, selon une étude du Centre national de la recherche scientifique s'appuyant sur une série de données couvrant la période 1971-2000. En 2020, Météo-France publie une typologie des climats de la France métropolitaine dans laquelle la commune est exposée à un climat de montagne ou de marges de montagne et est dans la région climatique Alpes du nord, caractérisée par une pluviométrie annuelle de 1 200 à 1 500 mm, irrégulièrement répartie en été.
Pour la période 1971-2000, la température annuelle moyenne est de 11,2 °C, avec une amplitude thermique annuelle de 18,8 °C. Le cumul annuel moyen de précipitations est de 1 478 mm, avec 9,2 jours de précipitations en janvier et 8,3 jours en juillet. Pour la période 1991-2020, la température moyenne annuelle observée sur la station météorologique de Météo-France la plus proche, « Saint-Alban des Hurtières », sur la commune de Saint-Alban-d'Hurtières à 9 km à vol d'oiseau, est de 11,0 °C et le cumul annuel moyen de précipitations est de 1 274,5 mm,. Pour l'avenir, les paramètres climatiques de la commune estimés pour 2050 selon différents scénarios d'émission de gaz à effet de serre sont consultables sur un site dédié publié par Météo-France en novembre 2022.

## Urbanisme

### Typologie
Au 1er janvier 2024, Bourgneuf est catégorisée commune rurale à habitat dispersé, selon la nouvelle grille communale de densité à sept niveaux définie par l'Insee en 2022.
Elle est située hors unité urbaine. Par ailleurs la commune fait partie de l'aire d'attraction de Chambéry, dont elle est une commune de la couronne,. Cette aire, qui regroupe 115 communes, est catégorisée dans les aires de 200 000 à moins de 700 000 habitants,.

### Occupation des sols
L'occupation des sols de la commune, telle qu'elle ressort de la base de données européenne d’occupation biophysique des sols Corine Land Cover (CLC), est marquée par l'importance des territoires agricoles (75,6 % en 2018), une proportion sensiblement équivalente à celle de 1990 (76,3 %). La répartition détaillée en 2018 est la suivante : 
terres arables (49 %), zones agricoles hétérogènes (22,2 %), forêts (12,3 %), zones industrielles ou commerciales et réseaux de communication (6,7 %), zones urbanisées (5,2 %), prairies (4,5 %), eaux continentales (0,2 %).
L'IGN met par ailleurs à disposition un outil en ligne permettant de comparer l’évolution dans le temps de l’occupation des sols de la commune (ou de territoires à des échelles différentes). Plusieurs époques sont accessibles sous forme de cartes ou photos aériennes : la carte de Cassini (XVIIIe siècle), la carte d'état-major (1820-1866) et la période actuelle (1950 à aujourd'hui).

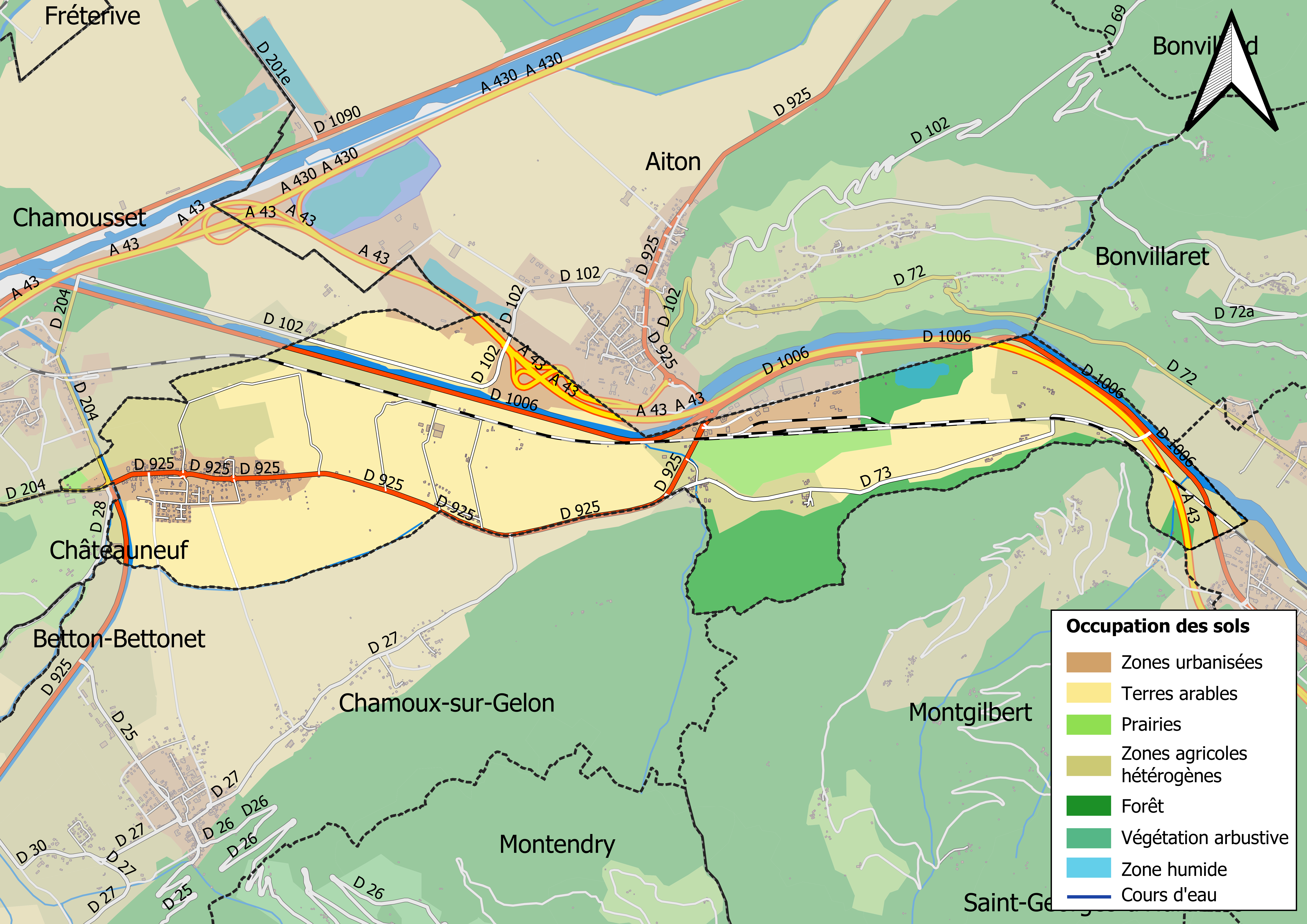
Carte des infrastructures et de l'occupation des sols en 2018 (CLC) de la commune.
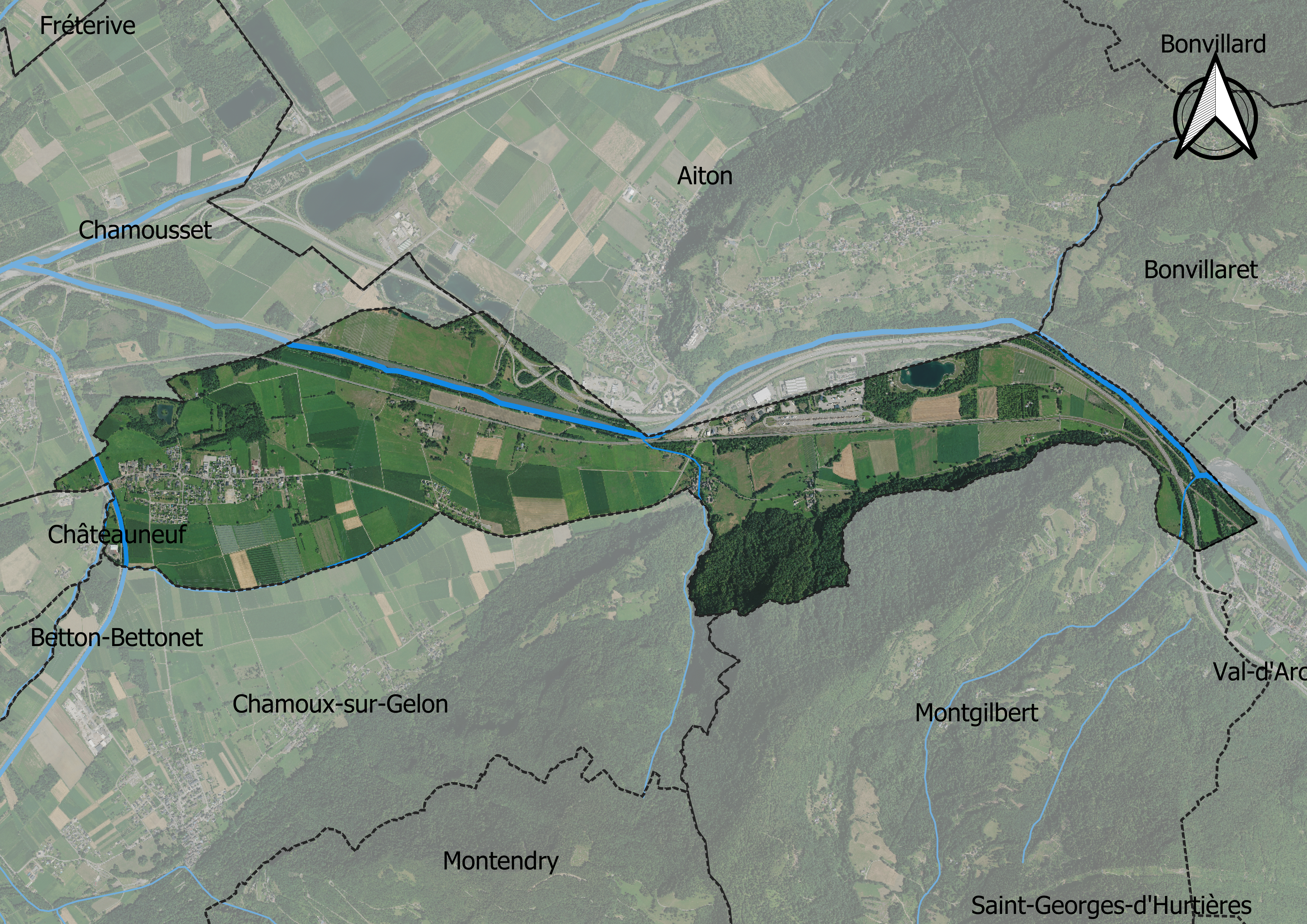
Carte orthophotogrammétrique de la commune.

## Toponymie
En francoprovençal, le nom de la commune s'écrit Bornouv, selon la graphie de Conflans.

## Politique et administration

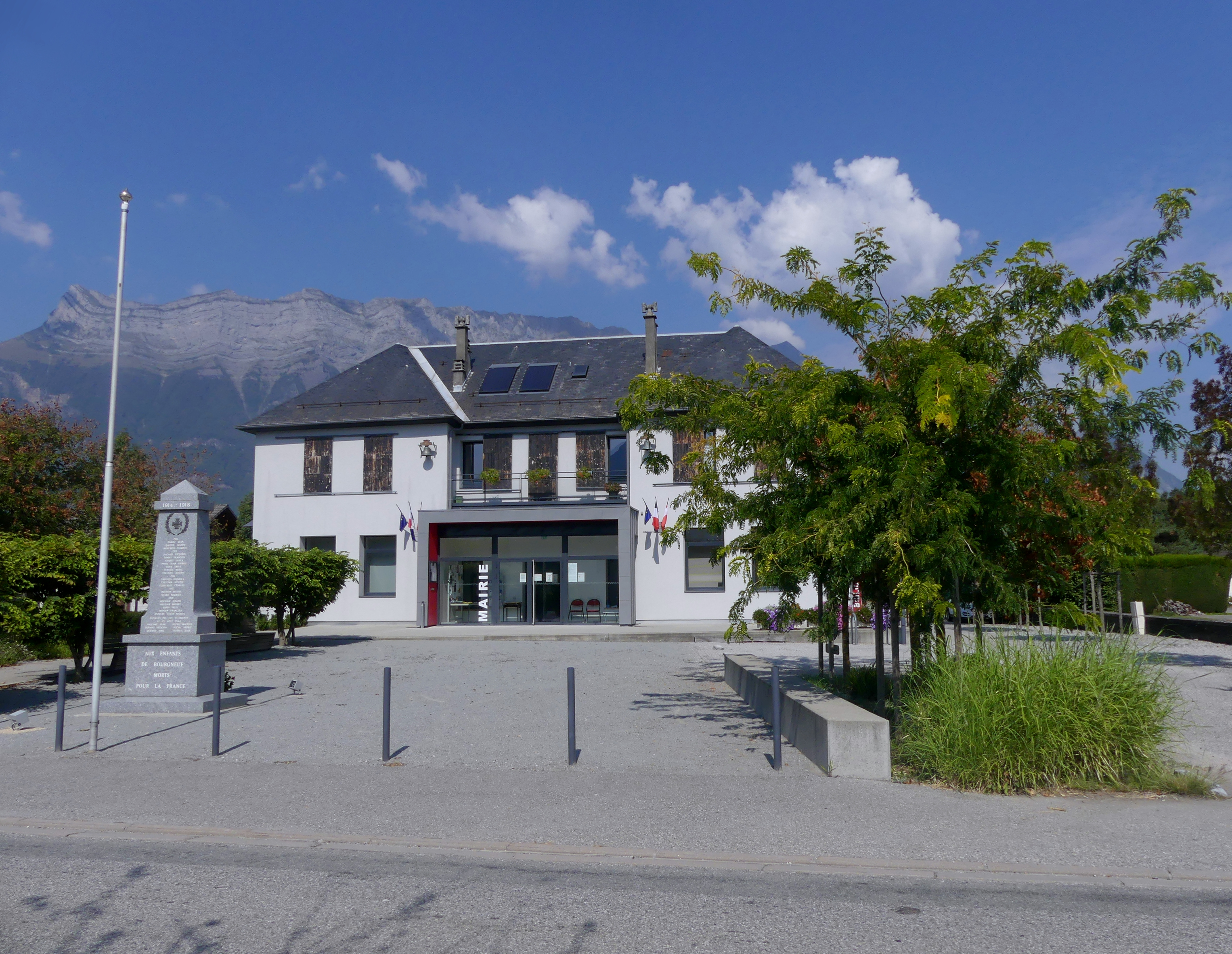
Mairie de Bourgneuf.

La commune est membre de la Communauté de communes Cœur de Savoie. Elle appartient au Territoire du Cœur de Savoie, qui regroupe une quarantaine de communes de la Combe de Savoie et du Val Gelon.
| Période                                  | Période   | Identité           | Étiquette | Qualité                    |
| ---------------------------------------- | --------- | ------------------ | --------- | -------------------------- |
| Les données manquantes sont à compléter. |           |                    |           |                            |
| avant 1988                               | ?         | Pierre Novel-Catin |           |                            |
| juin 1995                                | mars 2020 | Aimé Henriquet     | SE        | Retraité de l'enseignement |

## Démographie
L'évolution du nombre d'habitants est connue à travers les recensements de la population effectués dans la commune depuis 1793. Pour les communes de moins de 10 000 habitants, une enquête de recensement portant sur toute la population est réalisée tous les cinq ans, les populations de référence des années intermédiaires étant quant à elles estimées par interpolation ou extrapolation. Pour la commune, le premier recensement exhaustif entrant dans le cadre du nouveau dispositif a été réalisé en 2008.

En 2022, la commune comptait 667 habitants, en évolution de −2,34 % par rapport à 2016 (Savoie : +3,63 %, France hors Mayotte : +2,11 %).
| 1793 | 1800 | 1806 | 1822 | 1838 | 1848 | 1858 | 1861 | 1866 |
| ---- | ---- | ---- | ---- | ---- | ---- | ---- | ---- | ---- |
| 245  | 213  | 248  | 323  | 406  | 444  | 435  | 435  | 475  |

| 1872 | 1876 | 1881 | 1886 | 1891 | 1896 | 1901 | 1906 | 1911 |
| ---- | ---- | ---- | ---- | ---- | ---- | ---- | ---- | ---- |
| 428  | 481  | 506  | 485  | 471  | 447  | 427  | 414  | 413  |

| 1921 | 1926 | 1931 | 1936 | 1946 | 1954 | 1962 | 1968 | 1975 |
| ---- | ---- | ---- | ---- | ---- | ---- | ---- | ---- | ---- |
| 388  | 397  | 390  | 355  | 343  | 316  | 315  | 307  | 307  |

| 1982 | 1990 | 1999 | 2006 | 2008 | 2013 | 2018 | 2022 | - |
| ---- | ---- | ---- | ---- | ---- | ---- | ---- | ---- | - |
| 319  | 304  | 400  | 573  | 623  | 686  | 680  | 667  | - |

## Culture locale et patrimoine

### Lieux et monuments

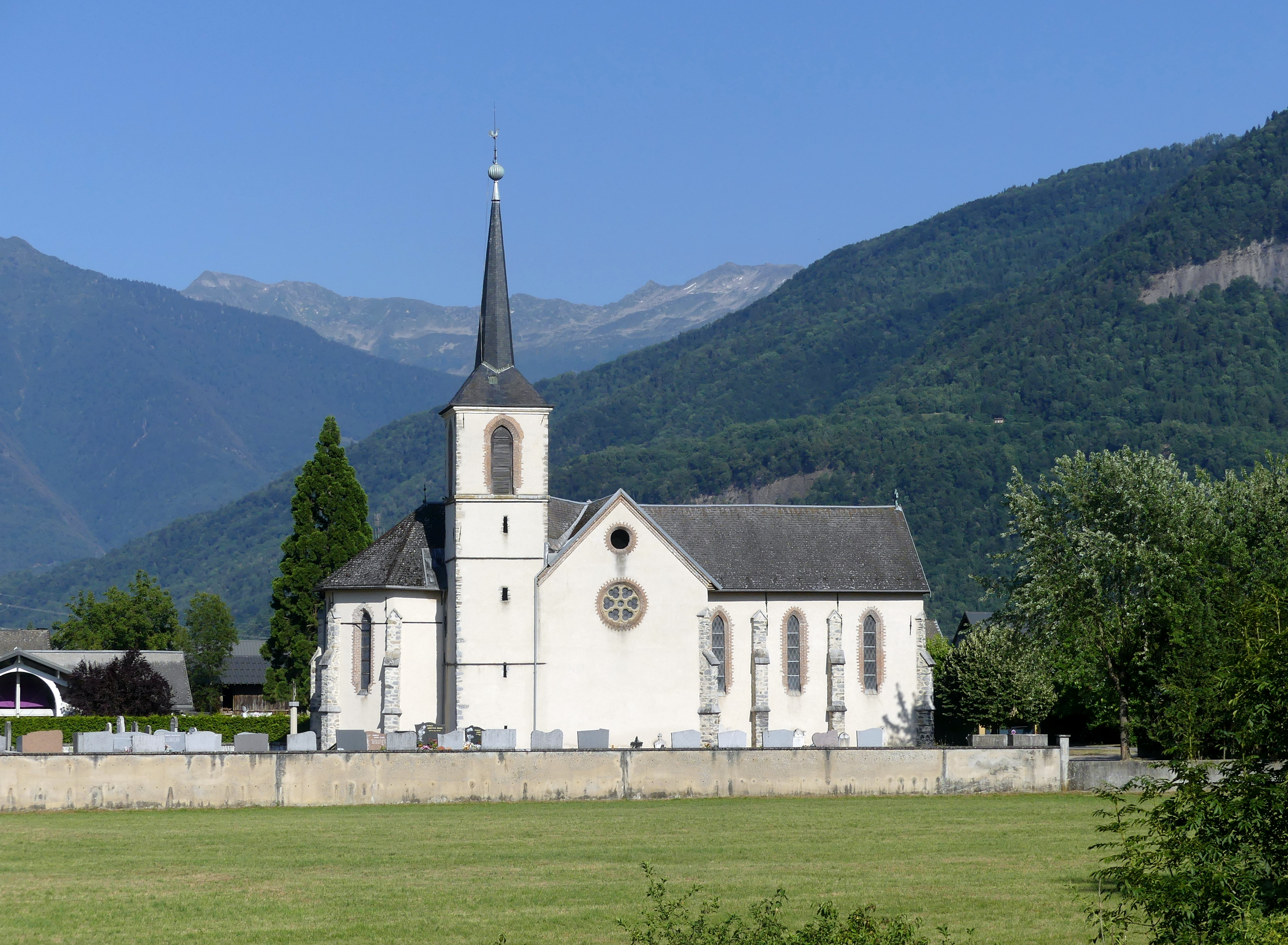
Église de l'Assomption de Bourgneuf.

- Église de l'Assomption.
- Puits dans les marais.
- Temple protestant.